# Hikutaia (rivière)
La rivière Hikutaia (anglais : Hikutaia River) est un cours d’eau de Île du Nord de Nouvelle-Zélande, du District de Thames-Coromandel, dans la Région de Waikato et un affluent du fleuve Waihou.

## Géographie
Elle prend sa source de plusieurs torrents, qui s’écoulent vers l’ouest à partir de la chaîne de Coromandel (en), le plus long étant le «Waipaheke Stream». La rivière s’écoule généralement vers l’ouest, atteignant son déversoir dans le fleuve Waihou à 10 km au nord de la ville de Paeroa à l’angle de la plaine d’Hauraki (en).